# St. Lorenzen
Sankt Lorenzen (italià San Lorenzo di Sebato) és un municipi italià, dins de la província autònoma de Tirol del Sud. És un dels municipis del vall de Pustertal. L'any 2007 tenia 3.572 habitants. Comprèn les fraccions d'Ellen (Elle), Fassing (Fassine), Runggen (Ronchi), Montal (Mantana), Pflaurenz (Floronzo), Saalen (Sares), Sonnenburg (Castelbadia), Stefansdorf (Sante Stefano), St. Martin (San Martino), Moos (Palù), Lothen i Onach. Limita amb els municipis de Bruneck, Kiens, Pfalzen, Lüsen, Mareo i Rodeneck.

## Situació lingüística
| Pertinença lingüística (cens 2001) | 96,96% alemany |
| Pertinença lingüística (cens 2001) | 2,04% italià   |
| Pertinença lingüística (cens 2001) | 1,34% ladí     |

## Administració

Territori comunal

| Període | Identitat     | Partit |
| ------- | ------------- | ------ |
| 2004-   | Helmut Graber | SVP    |